# La Grandeza (kommun)
La Grandeza är en kommun i Mexiko.   Den ligger i delstaten Chiapas, i den sydöstra delen av landet, 900 km sydost om huvudstaden Mexico City.
Följande samhällen finns i La Grandeza:
- La Pinada
- Bartolomé de las Casas
- Toquín
- Francisco I. Madero
- Agua Escondida
- El Encuentro
- El Casbil
- Guadalupe
- Miramar
- Pino Suárez
- Las Cruces
- Reforma Casbil
- Chicharras
- Desvío San José
- Niños Héroes
- Maíz Blanco
- Altavista
- Nueva Providencia
- San Miguel
- Melchor Ocampo